# Timasithéos de Crotone
Timasithéos (grec ancien : Τιμασίϑεος) (ou Masithéos selon la Souda) de Crotone est un vainqueur olympique du VIe siècle av. J.-C. originaire de Crotone.
Il remporta l'épreuve de lutte lors des 67e jeux en 512 av. J.-C., mettant fin à plusieurs décennies de domination de la discipline par son compatriote Milon de Crotone. Il l'emporta en épuisant son adversaire, l'obligeant à le poursuivre en refusant le contact,,.

## Sources
- (en) Mark Golden, Sport in the Ancient World from A to Z, Londres, Routledge, 2004, 184 p. (ISBN 0-415-24881-7).
- (it) Luigi Moretti, « Olympionikai, i vincitori negli antichi agoni olimpici », Atti della Accademia Nazionale dei Lincei, vol. VIII,‎ 1959, p. 55-199.
- Pausanias, Description de la Grèce [détail des éditions] [lire en ligne] (6, 14, 5-6).